# Plastyka powiek

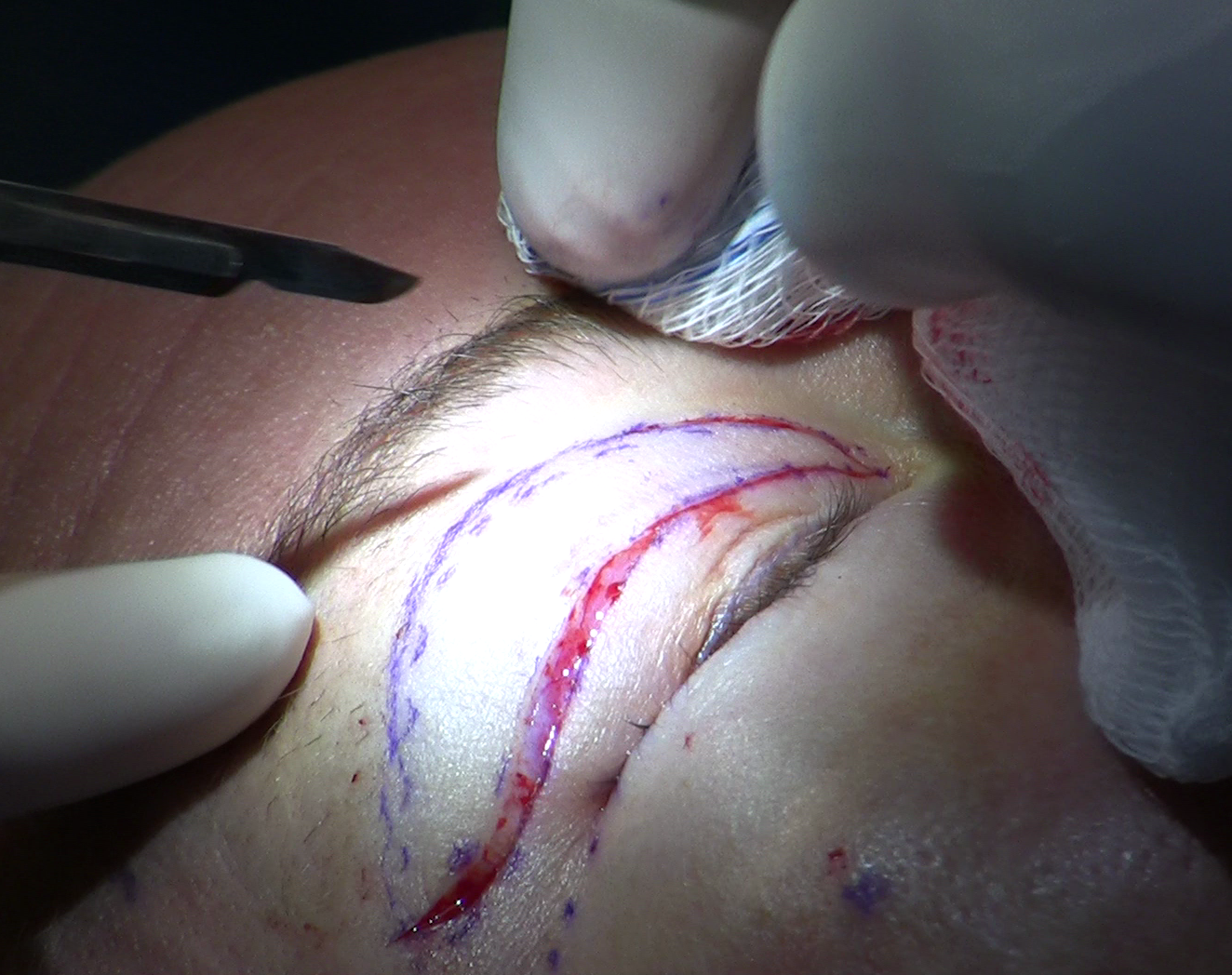
Odsysanie tłuszczu z górnej powieki.

Plastyka powiek – zwana również blepharoplastyką (ang. blepharoplasty) jest zabiegiem chirurgicznym polegającym na usunięciu nadmiaru skóry wraz z tkanką tłuszczową z powiek. Celem zabiegu jest usunięcie objawów starzenia górnej części twarzy. W skład zabiegu wchodzi korekcja opadającej powieki (w przypadku powiek górnych) oraz usunięcie worków pod oczami (w przypadku powiek dolnych). Zabieg ten wykonywany jest często wraz z innymi zabiegami z zakresu chirurgii plastycznej twarzy.
Ludzka skóra z biegiem lat się starzeje, skóra powiek rozciąga, mięśnie słabną, a dodatkowo z upływem lat w okolicach powiek może odkładać się tłuszcz. Nadmiar tkanki tłuszczowej i coraz słabsze mięśnie powodują, że górna powieka zaczyna opadać, mogąc ograniczać pole widzenia, natomiast w dolnej części powiek tworzą się tzw. „worki”. Plastyka powiek eliminuje całkowicie obie te przypadłości.
W przypadku plastyki powiek górnych korygowana jest ptoza (opadająca powieka), przepuklina tłuszczowa, usuwany jest nadmiar skóry oraz część mięśnia okrężnego oka. Przy plastyce dolnej powieki wykonuje się kantopexie (napięcie zewnętrznego kąta oka), oraz kantoplastykę (napięcie więzadła zewnętrznego kąta oka).

## Kandydat
Najlepszymi kandydatami do zabiegu są zarówno mężczyźni jak i kobiety, które mają problemy z zaburzeniami widzenia, spowodowane nadmiarem skóry na powiekach oraz osoby, u których mocno widoczne są worki pod oczami, a ich oczy wyglądają wiecznie na zmęczone. U kobiet nadmiar skóry może nawet uniemożliwiać nałożenie makijażu, co także jest wskazaniem do zabiegu. Idealny kandydat to osoba ciesząca się dobrym zdrowiem, psychicznie zrównoważona o realnych oczekiwaniach względem zabiegu. Zazwyczaj są to osoby po 35. roku życia, jednak worki pod oczami bywają dziedziczne i mogą stwarzać problemy w o wiele młodszym wieku. W uzasadnionych przypadkach przed zabiegiem wymagana jest konsultacja okulistyczna.

## Bezpieczeństwo zabiegu

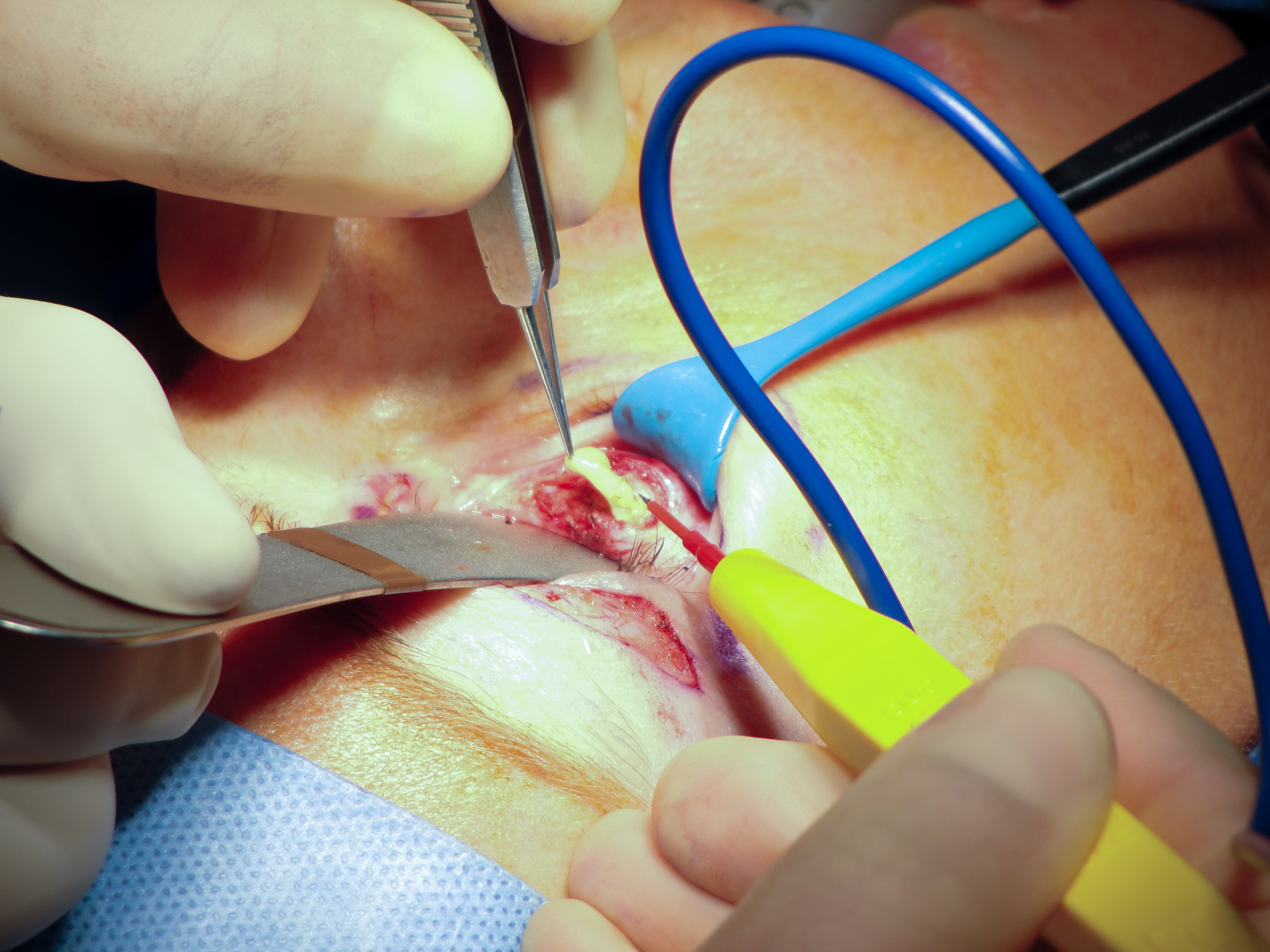
Odsysanie tłuszczu, korekcja powieki dolnej

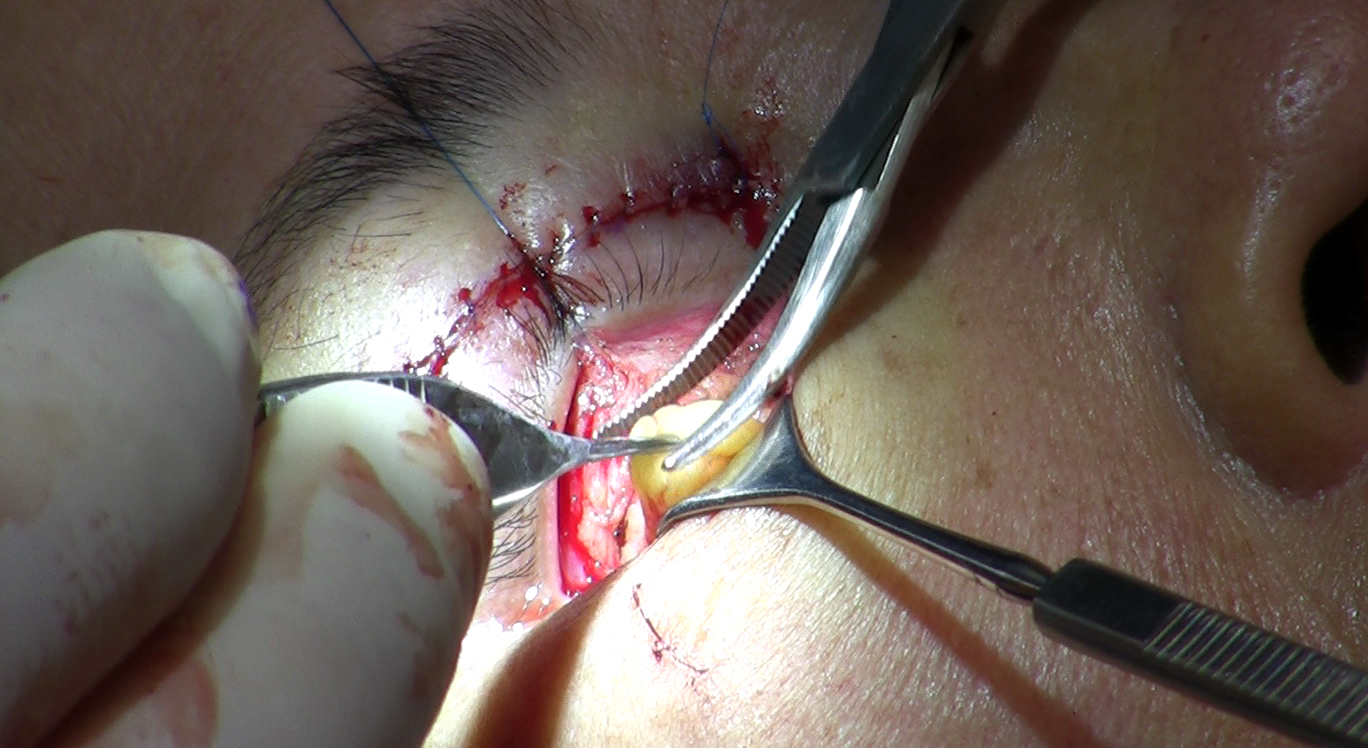
Usuwanie tłuszczu z dolnej powieki za pomocą nacięcia, od wewnętrznej strony powieki.

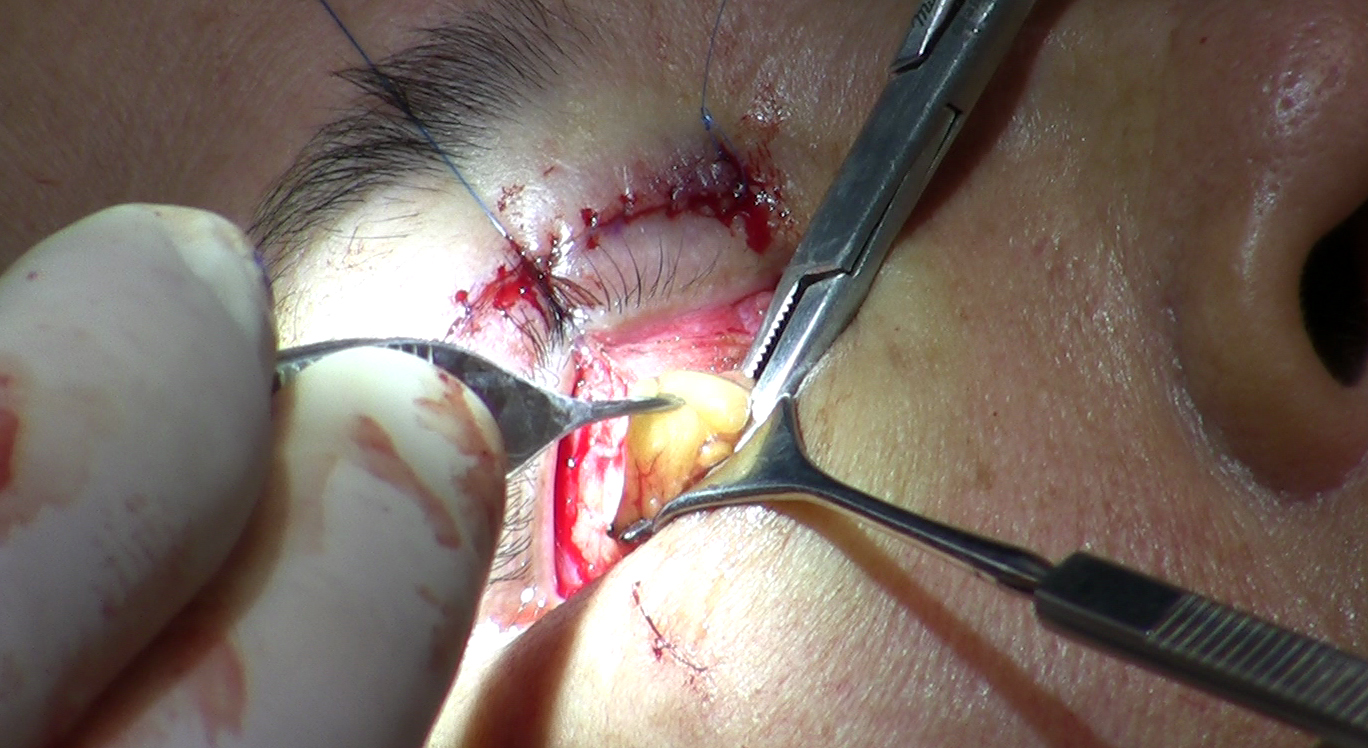
Odseparowanie i przygotowanie tkanki tłuszczowej do usunięcia z dolnej powieki.

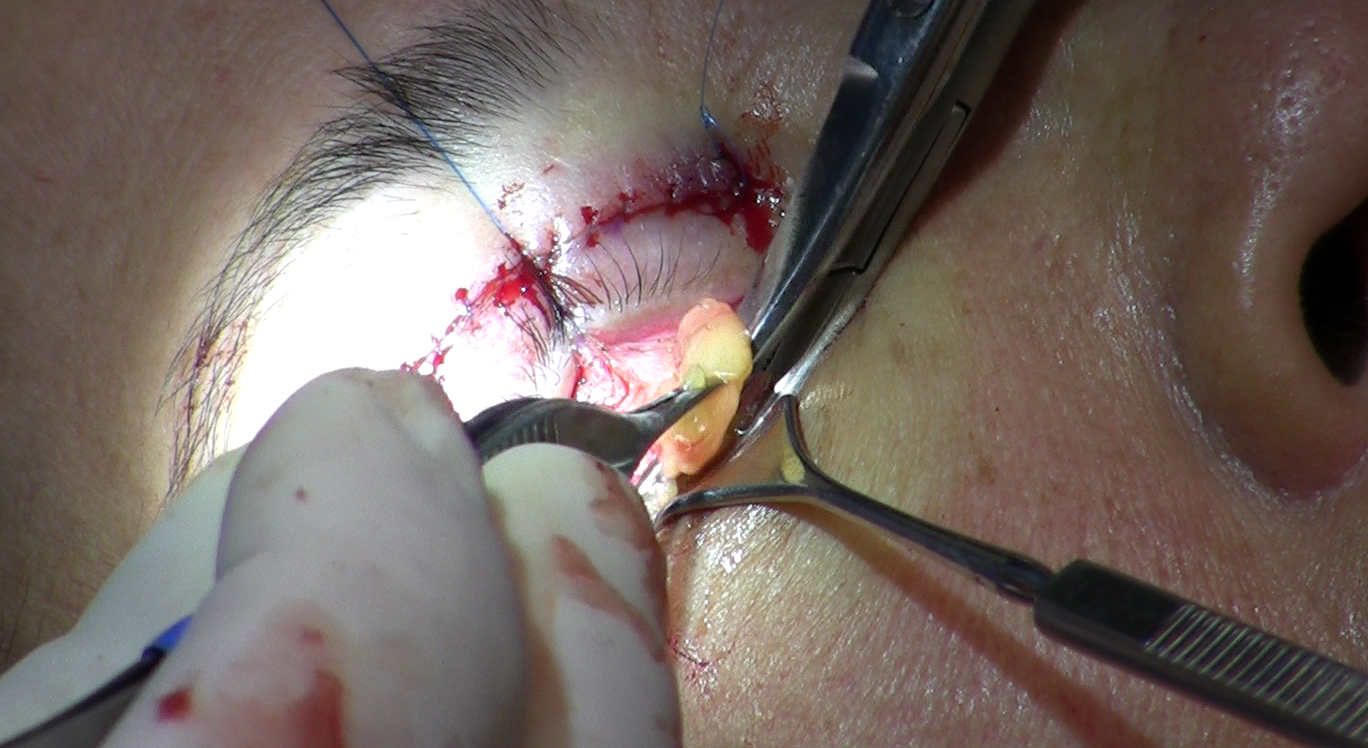
Wycięcie tłuszczu nożyczkami chirurgicznymi.

Plastyka powiek jest traktowana jako bezpieczny zabieg. Jeśli jest wykonywany przez doświadczonego chirurga obarczony jest bardzo małym ryzykiem wystąpienia powikłań, jednak nie da się ich wykluczyć zupełnie.
W przypadku każdego zabiegu operacyjnego istnieje ryzyko zakażenia oraz reakcji uczuleniowej na znieczulenie. Mogą wystąpić obrzęki oraz zasinienia, które utrzymują się maksymalnie do 2 tygodni. Po zabiegu pacjenci zgłaszają: zaburzenia widzenia, podwójne nieostre widzenie, które utrzymuje się do kilku dni. Do innych powikłań zalicza się: krwawienie, suchość oczu, uszkodzenie mięśnia oka, przebarwienia skóry, widoczne blizny oraz w ekstremalnych przypadkach utratę wzroku.
Rzadkimi powikłaniami są trudności w domykaniu powiek lub wywinięcie dolnej powieki, jeżeli powikłania te nie ustąpią w przeciągu kilku najbliższych tygodni konieczne jest leczenie naprawcze. Najczęstszą przyczyną wystąpienia wyżej opisanych powikłań jest nieprzestrzeganie zaleceń pooperacyjnych oraz zatajenie informacji podczas kwalifikacji do zabiegu.

## Przygotowania do zabiegu
Zabieg wymaga konsultacji chirurgicznej i bardzo często dodatkowo okulistycznej. Podczas konsultacji z chirurgiem plastycznym omawiane są historie chorób, z jakimi do tej pory borykał się kandydat. Lekarz będzie pytał o wcześniejsze odbyte zabiegi, czy występowały zaburzenia krążenia, cukrzyca, jaskra oraz inne choroby oczu. Lekarz poinformuje, jakie są przeciwwskazania do zabiegu, a pacjent powinien poinformować lekarza, jeśli któreś z przeciwwskazań jest związane bezpośrednio z nim. Lekarz będzie chciał się dowiedzieć, czy stosowane są jakieś używki typu: alkohol, papierosy, narkotyki itp., istotne jest także z punktu widzenia zabiegu, czy przyjmowane są leki, a jeśli tak, to jakie? Tutaj bardzo ważne jest przyjmowanie ziołowych suplementów diety oraz aspiryny i ibuprofenu lub innych leków na bazie aspiryny, ponieważ wpływają one negatywnie na krzepliwość krwi.
Chirurga należy poinformować, jeśli jest się pod opieką okulisty, nosi się okulary lub szkła kontaktowe. Od konsultacji z chirurgiem zależy, jakie procedury zostaną zastosowane, czy zabieg będzie wykonany oraz jakie jest potencjalne ryzyko wystąpienia powikłań.
W przypadku pozytywnej kwalifikacji do zabiegu, lekarz omówi szczegóły docelowego zabiegu oraz zaleceń przed i pooperacyjnych. 
Na 10 dni przed zabiegiem nie powinno się przyjmować aspiryny oraz witaminy E. W przypadku kobiet w trakcie miesiączki zabieg należy przełożyć. Bezpośrednio po zabiegu jak i w trakcie kilku najbliższych dni potrzebna jest pomoc drugiej osoby.

## Zabieg
Zabieg korekcji powiek może być wykonywany w znieczuleniu ogólnym, dożylnym a nawet w miejscowym. Zabieg wykonywany jest w trybie ambulatoryjnym, co oznacza, że jedynie w szczególnym przypadku pacjent zostaje na noc w szpitalu. Zabieg zwykle trwa od jednej do trzech godzin w zależności od tego, co będzie operowane, procedurę operacyjną najczęściej zaczyna się od powieki górnej.
W przypadku powiek górnych cięcie wykonywane jest w naturalnej zmarszczce powieki, przy powiekach dolnych pod linią rzęs, dzięki czemu blizna po operacji jest praktycznie niewidoczna. W obu przypadkach cięcia wychodzą poza kąt oka, jednak nadal zlokalizowane są obrębie naturalnych zmarszczek. Poprzez wykonane nacięcia chirurg odseparowuje fragment skóry i usuwa nadmiar tkanki tłuszczowej, mięśni oraz redukuje nadmiar skóry. Następnie za pomocą bardzo cienkich szwów zaszywa cięcia, które po wygojeniu są bardzo słabo dostrzegalne.
W niektórych przypadkach wykonywana jest przezspojówkowa plastyka powiek (bez widocznych nacięć); zabieg ten najczęściej wspomagany jest laseroterapią, praktykuje się także odsysanie samego tłuszczu z powiek.

## Po zabiegu
Po zabiegu mogą wystąpić nadwrażliwości na światło, podwójne, nieostre widzenie, obrzęki i drętwienie powiek. Wszystkie te przypadłości są naturalnym następstwem zabiegu i są tymczasowe. Uczucie dyskomfortu jest na tyle małe, że kontroluje się je przy wykorzystaniu doustnych leków. Wskazane jest delikatne oczyszczanie powiek oraz stosowanie przepisanych kropli celem zmniejszenia uczucia pieczenia i swędzenia oczu. Aby redukować obrzęki i krwiaki zaleca się przez pierwsze dni po zabiegu stosować zimne kompresy na okolicę powiek. Po ok. tygodniu obrzęki ustępują, a zasinienia samoistnie zostają wchłonięte przez organizm. Po ok. 5 dniach szwy mogą zostać ściągnięte.

## Rekonwalescencja
Po zabiegu powinno się oszczędzać organizm i unikać nadmiernego wysiłku fizycznego, zaleca się odstawienie palenia tytoniu i alkoholu. Przez pierwszą dobę nie powinno się czytać książek, ani oglądać telewizji, po prostu oszczędzać oczy. Na co najmniej 2 tygodnie zrezygnować powinno się z soczewek kontaktowych. Przyciemniane okulary przez pierwsze tygodnie pomagają chronić oczy przez promieniami słonecznymi oraz wiatrem. W okresie pooperacyjnym zalecany jest stały kontakt z chirurgiem i zgłaszanie wszelkich niepokojących objawów.
Do pełnego zdrowia po zabiegu powraca się zwykle w ciągu 10 dni. Po ściągnięciu szwów panie mogą stosować delikatny makijaż. Blizny z czasem bledną i stają się praktycznie niezauważalne, efekty zabiegu widoczne są przez długie lata, odpowiednia pielęgnacja cery i odstawienie używek zwłaszcza papierosów wydłuża efekt o kolejne kilka lat.